# Jason Melong
Jason Melong (né le 24 avril 1971 à Kirkland Lake en Ontario au Canada) est un joueur de hockey sur glace.

## Clubs
| 1991 - 1995 | Northeastern University Huskies NCAA (Canada) |
| 1995 - 1996 | EC Pewag Tigers Kapfenberg (Autriche)         |
| 1996 - 1998 | Pelicans Lahti (Finlande)                     |
| 1997 - 1998 | Ahmat Hyvinkää (Finlande)                     |
| 1998 - 1999 | Anglet Hormadi Élite (France)                 |
| 1999 - 2000 | HC Caen (France)                              |
| 2000 - 2001 | Phoenix Mustangs WCHL (États-Unis)            |
| 2000 - 2001 | Vojens IK (Danemark)                          |
| 2001 - 2002 | Flint Generals UHL (États-Unis)               |
| 2001 - 2003 | EC Pewag Tigers Kapfenberg (Autriche)         |
| 2004 - 2005 | EC Peiting Oberliga Süd-West (Allemagne)      |
| 2005 - 2007 | EK Zell am See Nationalliga (Autriche)        |